# Synagoge (Ehrstädt)

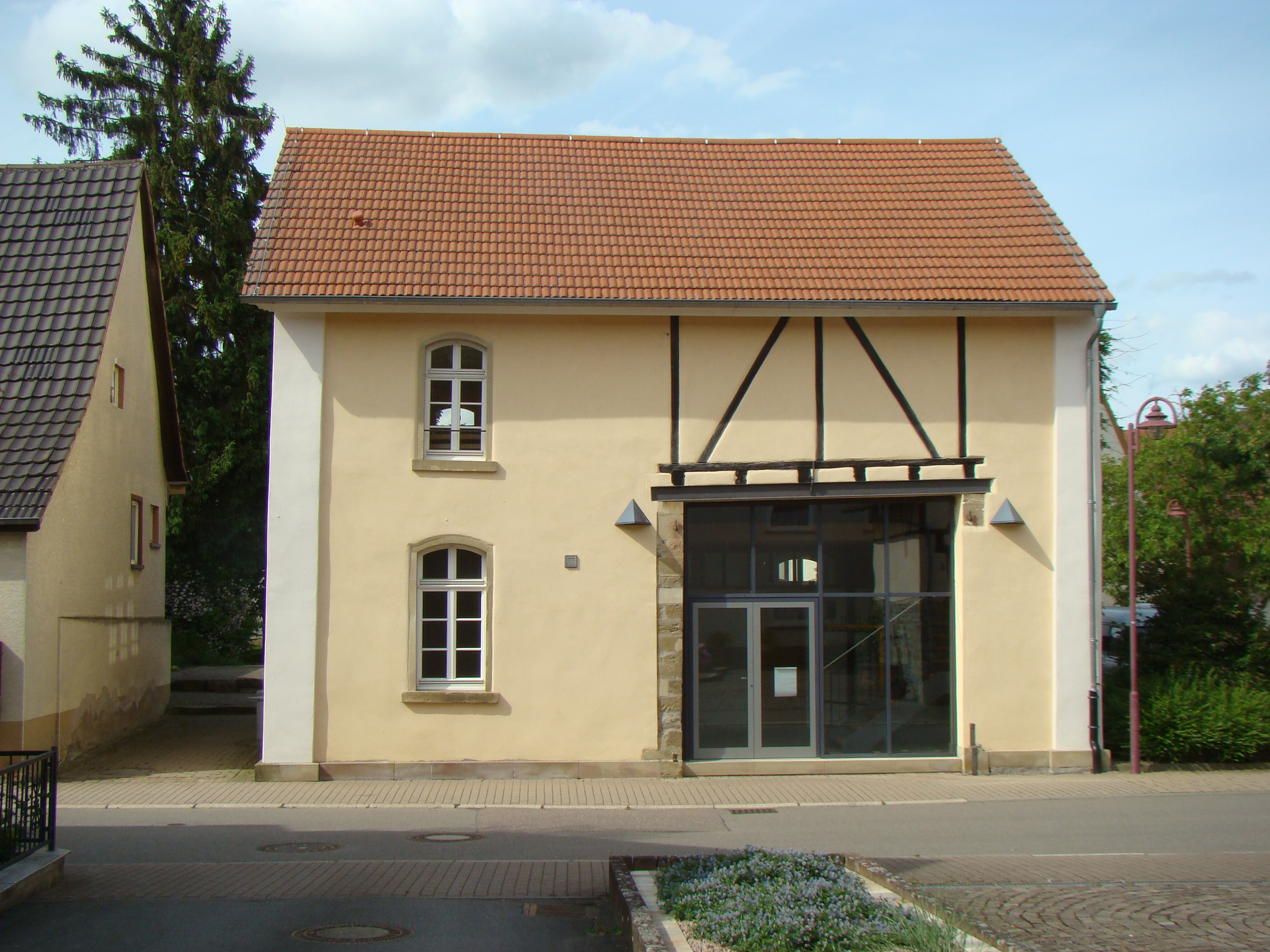
Ehemalige Synagoge in Ehrstädt

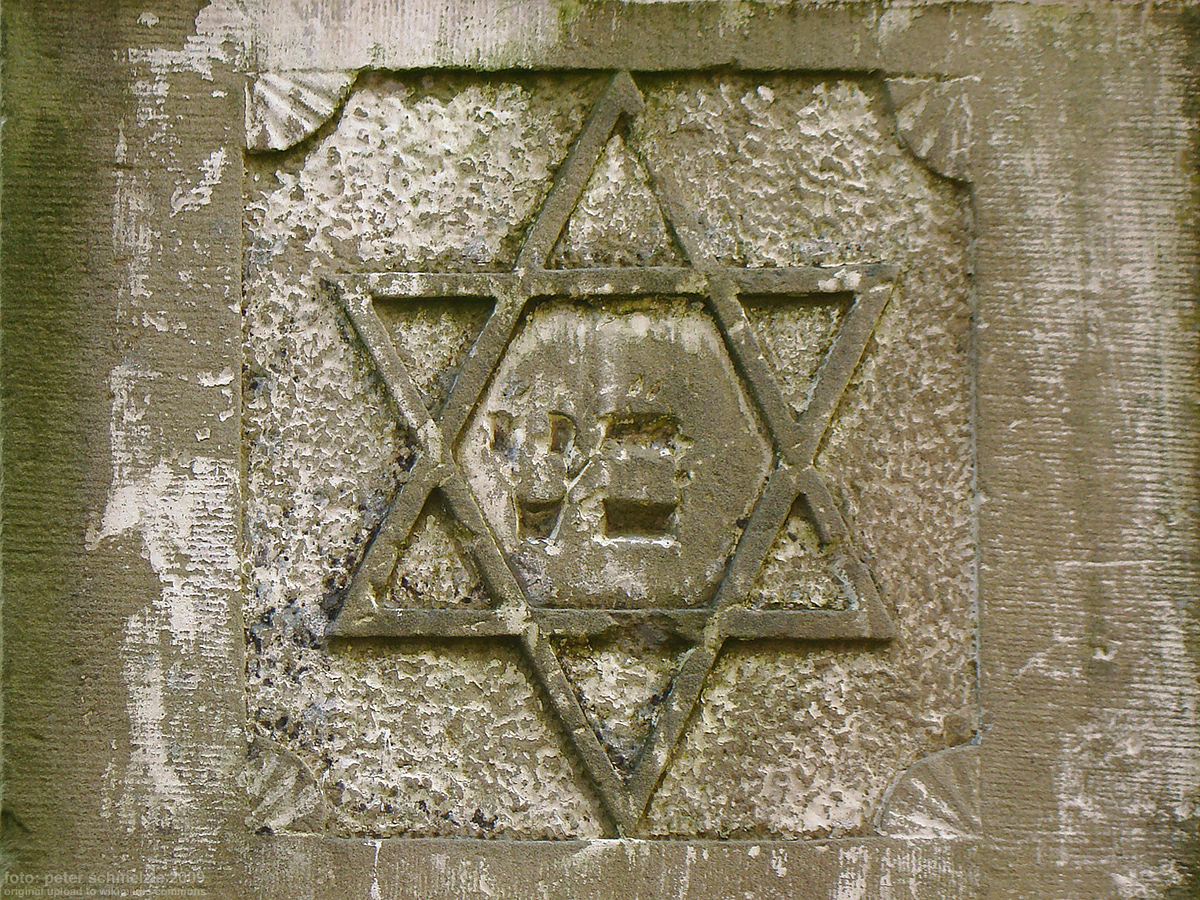
Hochzeitsstein der Synagoge in Ehrstädt

Die ehemalige Synagoge in der Eichwaldstraße 15 in Ehrstädt, einem Stadtteil von Sinsheim im Rhein-Neckar-Kreis im nördlichen Baden-Württemberg, wurde 1836 errichtet und 2004/05 restauriert.

## Geschichte
Bevor die Synagoge erbaut wurde, fanden die Gottesdienste in einem Betsaal statt, der sich in einem der Grundherren von Degenfeld gehörenden Gebäude befand.
Da die jüdische Gemeinde Ehrstädt den Bau einer Synagoge nicht aus eigenen Mitteln finanzieren konnte, beantragte der Vorsteher Elias Kahn im April 1824 die Durchführung einer Kollekte unter den jüdischen Gemeinden im Großherzogtum Baden. Der Baumeister Franz Joseph Kistner aus Sinsheim ersteigerte am 2. Februar 1836 den Auftrag. Die feierliche Einweihung der als zweistöckiger Rechteckbau mit Satteldach ausgeführten Synagoge fand noch im gleichen Jahr statt.
1838/39 wurde ein neues rituelles Bad (Mikwe) im Gebäude der Synagoge eingebaut, das nun den hygienischen Vorschriften der Gesundheitsbehörde entsprach.
Durch Ab- und Auswanderung verringerte sich die Zahl der Gemeindemitglieder immer mehr und nach Auflösung der jüdischen Gemeinde 1912 wurde das Synagogengebäude verkauft. Es diente jahrzehntelang als Viehstall und Scheune, aus jener Zeit rührt das durch die Südseite gebrochene große Tor. Eine Inschrift über dem Eingang (Psalm 118,20) und ein Hochzeitsstein sind bis heute die äußeren Kennzeichen der ehemaligen Synagoge.
2004/05 renovierte die Stadt Sinsheim den Bau umfangreich. Das nachträglich eingebrochene Scheunentor verglaste man dabei, die vermauerten Fenster öffnete man wieder. Da sich im Inneren fast keine originalen Bauteile erhalten haben, entschloss sich die Gemeinde zur Ausgestaltung mit modernen Materialien in modernen Formen. In Anlehnung an die frühere Raumaufteilung zog man eine neue Empore ein und man machte den Platz der einstigen Nische des Toraschreins an der Innenwand kenntlich. Das Gebäude wird heute als Vereins- und Begegnungsstätte genutzt.